# Vladimír Růžička
Vladimír Růžička (* 6. června 1963 Most) je český hokejový trenér a bývalý hokejový útočník. V letech 2004–2005, 2008–2010 a 2014–2015 působil jako hlavní trenér české hokejové reprezentace. Mezi lety 2000 a 2014 byl hlavním trenérem a generálním manažerem týmu HC Slavia Praha, se kterým v sezónách 2002/2003 a 2007/2008 získal extraligové tituly. V letech 2015–2019 byl trenérem klubu Piráti Chomutov, poté mezi lety 2019 a 2021 v týmu Mountfield HK. Od roku 2024 působí jako hlavní trenér v týmu Mostečtí lvi.
Je držitelem zlaté medaile z pražského Mistrovství světa 1985, jako kapitán dovedl český tým k vítězství na olympijském turnaji v roce 1998 v Naganu. V trenérské kariéře u reprezentace dosáhl největších úspěchů na světových šampionátech ve Vídni 2005 a v Kolíně nad Rýnem 2010, kde jeho svěřenci získali zlaté medaile. Od roku 2008 je členem Síně slávy českého hokeje a od roku 2024 členem Klubu legend české extraligy .

## Osobní život
Vladimír Růžička se narodil v mostecké porodnici, ale vyrůstal v Litvínově. V deváté třídě na základní škole poznal svou budoucí manželku Evu (* 1962), která v té době bydlela v Meziboří. Po základní škole se vyučil elektrikářem a současně od šestnácti let začal hrát v československé nejvyšší hokejové lize. V devatenácti letech se oženil, vzápětí se jim narodila dcera Eva (* 1982) o sedm let později syn Vladimír (* 1989), který je rovněž hokejistou. Manželka Eva s ním prošla všechna angažmá, podporovala jej, když odmítl emigraci a NHL. Jako hráč si Růžička vydělal miliony korun ve Slavii i před tím v NHL, miliony bral i jako kouč a manažer v té době bohaté Slavie. Hokejové prostředí ovlivnilo život nejen Růžičkova syna, aktivního hokejisty, ale i dcery Evy – někdejší slávistický obránce Jan Novák byl až do roku 2008, kdy se po takřka deseti letech soužití rozešli, jejím partnerem. V roce 2012 se Eva seznámila s Lukášem Stránským, kondičním trenérem, kterého do Slavie přivedl právě její otec. V červenci 2015 se Růžička stal dědečkem, když se dceři Evě a Lukáši Stránskému narodil syn Lukáš. Růžičkova manželka Eva podlehla 20. února 2016 ve svých třiapadesáti letech těžké nemoci. V červnu 2017 se na zámku Červený Hrádek oženil s Marií Pavlovskou, 10. října 2017 se jim narodila dcera Lejla.

## Hráčská kariéra
Lední hokej začal hrát v pěti letech v přípravce v litvínovském klubu HC Chemopetrol. V severočeském městě prošel všemi mládežnickými kategoriemi a nastoupil za něj i ve svém debutu v první lize.
První zápas v extralize odehrál v roce 1979 proti HC Dukla Jihlava. V tomto zápase potvrdil pozici opory celého týmu a vstřelil svůj první gól. Úspěchy a mimořádné výkony ho provázely celou kariéru. Čtyřikrát vyhrál kanadské bodování ligy a pětkrát se stal nejlepším střelcem. V letech 1986 a 1988 získal Zlatou hokejku.
V roce 1987 odešel na dvouletou vojenskou službu do Trenčína a po jejím skončení v roce 1989 odešel do zámořské NHL. Byl prvním hráčem po revoluci, který do Ameriky odešel. Jeho prvním týmem byli Edmonton Oilers. Růžička odehrál za Edmonton Oilers jen 25 utkání v základní části, do playoff nezasáhl, díky tomu obdržel prsten pro vítěze Stanley Cupu, ale jeho jméno není vyryto na poháru. Po neúspěšném angažmá přestoupil do Boston Bruins a poté do Ottawa Senators. V obou týmech se mu celkem dařilo.
V roce 1994 se vrátil do Evropy. Nejprve odehrál několik utkání za švýcarský Zug, poté přestoupil do týmu HC Slavia Praha, kterému pomohl probojovat se do české hokejové extraligy. Ve slávistickém dresu pak působil až do konce své aktivní hráčské kariéry v roce 2000. Je členem Klubu hokejových střelců deníku Sport.

### Reprezentační kariéra
V reprezentaci poprvé nastoupil v roce 1983, kdy s týmem Československa získal stříbrné medaile na hokejovém mistrovství světa v Německu. Tento úspěch si zopakoval o rok později na olympijských hrách v Sarajevu. V roce 1985 pak přispěl k vítězství týmu na domácím mistrovství světa v Praze. Největším reprezentačním úspěchem pak jistě je, že jako kapitán dovedl tým ke zlatým olympijským medailím v Naganu 1998.

### Loučení s hráčskou kariérou
Definitivně se rozloučil se svou hráčskou kariérou v duelu vlastního výběru s Jágr Teamem. Zápas se odehrál dne 5. srpna 2000 ve vršovickém Edenu. Do svého výběru pozval bývalé spoluhráče a kamarády z reprezentace. V zápase si zahrál i jeho tehdy jedenáctiletý syn. Zápas skončil nerozhodně 12:12, sám Růžička v něm dal dva góly.
Sestavy:
Výběr Vladimíra Růžičky: Ladislav Blažek - Miloslav Hořava, Ľubomír Sekeráš, Antonín Stavjaňa, Jaroslav Špaček, František Procházka, František Kučera, Petr Kadlec - Vladimír Růžička ml., Vladimír Růžička st., Michal Sup - Martin Ručinský, Robert Reichel, Josef Beránek ml. - Viktor Ujčík, Zdeno Cíger, Ivo Prorok - Petr Rosol, Jiří Hrdina. Trenéři: Ivan Hlinka a Josef Beránek st.
Jágr Team: Roman Turek (31. Milan Hnilička) - Tomáš Kaberle, František Kaberle, David Volek, Roman Hamrlík, Michal Rozsíval, Martin Straka, Pavel Kubina, Václav Varaďa - Jaromír Jágr, Jan Hrdina, Václav Prospal - Milan Hejduk, Petr Sýkora, Patrik Eliáš - Radek Dvořák, Petr Nedvěd, Jan Hlaváč - Tomáš Vlasák, Pavel Patera, Martin Procházka. Trenéři: Richard Farda a Marian Jelínek.

### Góly
Za reprezentační tým Československa odehrál celkem 186 zápasů a vstřelil 107 gólů. Za reprezentaci samostatné České republiky pak 14 zápasů, ve kterých dal pět gólů.
V ligové soutěži vstřelil 431 gólů, součet se zásahy v národním týmu tedy činí 543 branek, což ho řadí na druhé místo historických tabulek a Klubu hokejových střelců za Milana Nového.
První ligový gól dal ve věku 16 let ve svém prvním ligovém startu Jiřímu Králíkovi po deseti sekundách pobytu na ledě.
Poslední gól pak dal z trestného střílení 21. listopadu 1999 proti Pardubicím.

## Trenérská kariéra

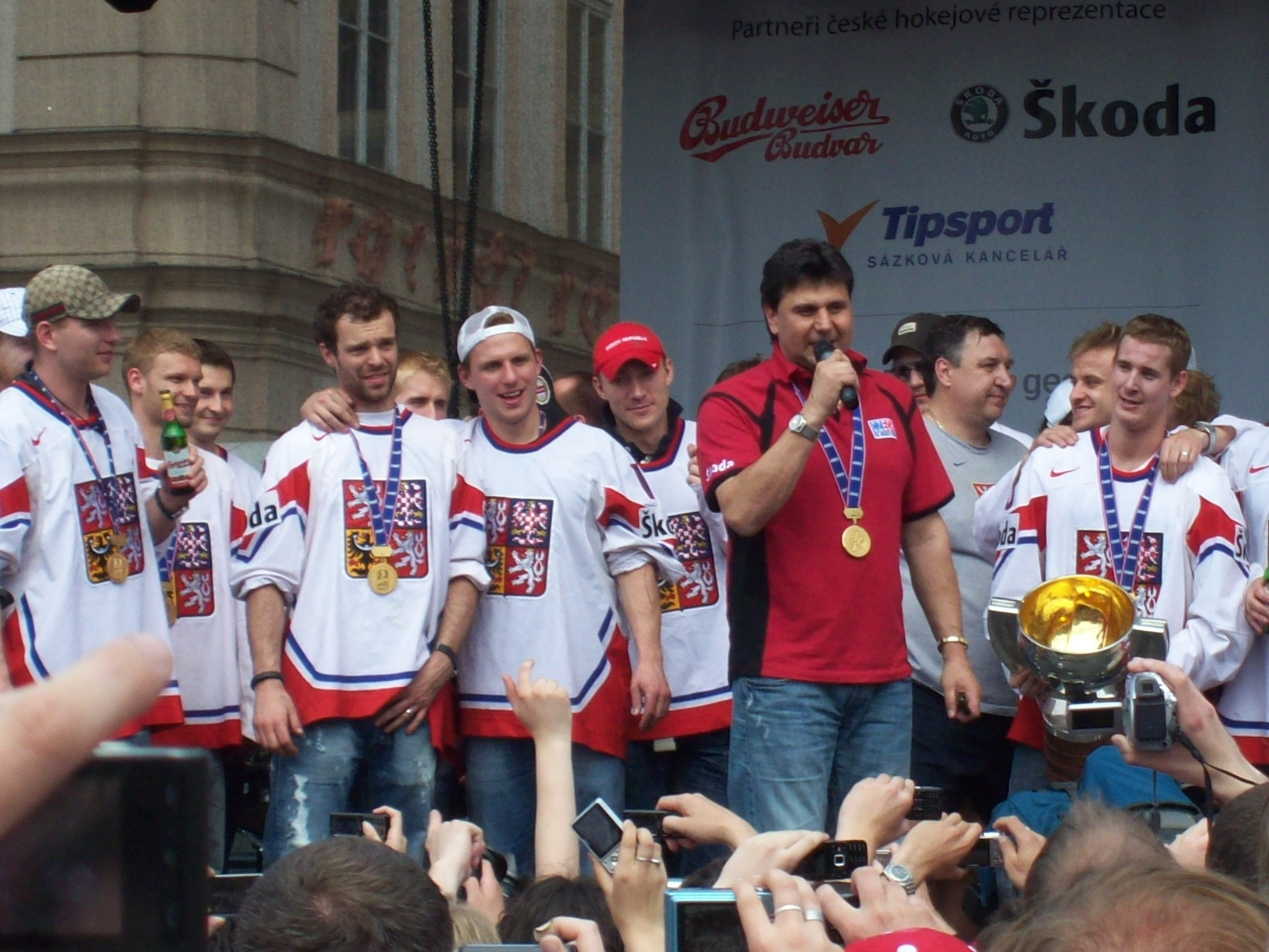
Vladimír Růžička na oslavě titulu mistrů světa 2010

Po skončení aktivní hráčské kariéry se stal sportovní manažerem HC Slavia Praha. Ještě v roce 2000 převzal i post trenéra a posléze změnil funkci sportovní manažera na manažera generálního. Jeho práce brzy přivedla výsledky a v sezóně 2002/2003 získala Slavie extraligový titul. Druhý vybojoval jeho tým v sezóně 2007/2008. Ve Slavii byl nějakou dobu rovněž spolumajitelem, svůj podíl však prodal v průběhu sezony 2013/2014, na jejímž konci rovněž ohlásil konec ve funkci trenéra A-týmu a generálního manažera. Jako trenér působil u Slavie nepřetržitě od roku 2000 až do konce ročníku 2013/2014, kdy se přesunul k české hokejové reprezentaci. Ve Slavii však nadále působil jako konzultant a trenér mládeže.
V letech 2002–2004 byl Vladimír Růžička také asistentem trenéra české reprezentace. Poté, co se týmu v roce 2004 ujal Ivan Hlinka, opustil reprezentaci a věnoval se pouze své práci ve Slavii. Po Hlinkově tragické smrti v srpnu toho roku se však stal jeho nástupcem. Poprvé vedl český tým na Světovém poháru 2004, kde skončil v semifinále, když podlehl Kanadě 3:4. Trenérský vrchol zažil na světovém šampionátu ve Vídni v roce 2005, kdy s českými hokejisty získal zlatou medaili, první od tzv. „zlatého hattricku“ v letech 1999–2001. Následně se však vrátil pouze k práci v extraligovém klubu a post reprezentačního trenéra přenechal Aloisi Hadamczikovi.
Trenérem české hokejové reprezentace se stal opět 21. června 2008. V první sezoně se týmu nepodařilo postoupit do semifinále Mistrovství světa, v dalším roce obdobně dopadlo i české působení na olympiádě ve Vancouveru. Vladimír Růžička oznámil svůj odchod po skončení sezony 2009/2010, přitom na posledním turnaji, Mistrovství světa 2010, dovedl své svěřence k titulu mistrů světa.
Po Zimních olympijských hrách v Soči 2014 se stal nástupcem odstoupivšího Aloise Hadamczika; jeho smlouva má trvat do konce sezóny 2015/2016. Kvůli obvinění z přijímání finančních obnosů od rodičů za možnost, aby jejich děti hrály ve Slavii, ale 9. června 2015 odstoupil z pozice reprezentačního trenéra. Jeho svěřenci skončili na MS 2014 i 2015 shodně čtvrtí.
Krátce po skončení šampionátu 2015 podepsal desetiletou trenérskou smlouvu s extraligovým týmem Piráti Chomutov, kde se zároveň stal sportovním manažerem. Po sezóně 2018/2019, v níž Chomutov sestoupil do první ligy, se klub dohodl s Růžičkou na předčasném ukončení smlouvy. V srpnu 2019 se stal konzultantem prvoligové Kadaně a v říjnu 2019 nastoupil do funkce jednoho ze dvou hlavních trenérů extraligového Mounfieldu HK. V sezóně 2020/2021 byl jediným hlavním koučem královéhradeckého týmu a po ze vyřazení ve čtvrtfinále play off mu na jaře 2021 nebyla prodloužena smlouva. V srpnu 2021 začal trénovat s Danielem Brandou prvoligový klub SK Kadaň. V listopadu 2021 z Kadaně odešel a začal působit jako hlavní kouč ve svém mateřském extraligovém klubu HC Verva Litvínov. V říjnu 2022 byl z pozice hlavního trenéra litvínovského týmu odvolán a ihned poté se stal trenérem dorostu Litvínova, který vedl do ledna 2023. V červenci 2023 se stal trenérem druholigového týmu HC Slovan Ústí nad Labem, ovšem už na konci září toho roku po dvou zápasech z Ústí odešel, neboť se dohodl na smlouvě do konce sezóny se slovenským extraligovým klubem HC Slovan Bratislava. V prosinci 2023 však byl kvůli nevyhovujícím výsledkům odvolán. V dubnu 2024 oznámil druholigový klub Mostečtí lvi, že Růžička bude od začátku sezóny 2024/2025 hlavním trenérem jejich A-týmu. Po šestnácti odehraných zápasech, z nichž pouze pět bylo vítězných, se s ním mostecký klub v listopadu 2024 dohodl na ukončení spolupráce.
| Sezona    | Umístění v ZČ | Umístění celkově                                        | Hlavní trenér                                                    |
| --------- | ------------- | ------------------------------------------------------- | ---------------------------------------------------------------- |
| 2000/2001 | 7. místo      | 4. místo - HC Slavia Praha                              | od prosince 2000 Vladimír Růžička, Ondřej Weissmann              |
| 2001/2002 | 6. místo      | 4. místo - HC Slavia Praha                              | Vladimír Růžička, Ondřej Weissmann, Jiří Kalous                  |
| 2002/2003 | 2. místo      | 1. místo - mistr ČR - HC Slavia Praha - nejlepší trenér | Vladimír Růžička, Ondřej Weissmann, Jiří Kalous                  |
| 2003/2004 | 5. místo      | 2. místo - HC Slavia Praha                              | Vladimír Růžička, Ondřej Weissmann, Jiří Kalous                  |
| 2004/2005 | 4. místo      | 6. místo - HC Slavia Praha                              | Vladimír Růžička, Ondřej Weissmann, Jiří Kalous                  |
| 2005/2006 | 2. místo      | 2. místo - HC Slavia Praha                              | Vladimír Růžička, Ondřej Weissmann, Jiří Kalous                  |
| 2006/2007 | 6. místo      | 6. místo - HC Slavia Praha                              | Vladimír Růžička, Ondřej Weissmann, Jiří Kalous                  |
| 2007/2008 | 2. místo      | 1. místo - mistr ČR - HC Slavia Praha                   | Vladimír Růžička, Jiří Kalous                                    |
| 2008/2009 | 1. místo      | 2. místo - HC Slavia Praha - nejlepší trenér            | Vladimír Růžička, Jiří Kalous                                    |
| 2009/2010 | 7. místo      | 3. místo - HC Slavia Praha                              | Vladimír Růžička, Jiří Čelanský                                  |
| 2010/2011 | 7. místo      | 4. místo - HC Slavia Praha - nejlepší trenér            | Vladimír Růžička, Jiří Čelanský                                  |
| 2011/2012 | 12. místo     | 12. místo - HC Slavia Praha                             | Vladimír Růžička, Jiří Čelanský, Ondřej Weissmann, Josef Beránek |
| 2012/2013 | 2. místo      | 3. místo - HC Slavia Praha                              | Vladimír Růžička, Ondřej Weissmann, Josef Beránek                |
| 2013/2014 | 10. místo     | 10. místo - HC Slavia Praha                             | Vladimír Růžička, Ondřej Weissmann                               |
| 2015/2016 | 8. místo      | 8. místo - Piráti Chomutov                              | Vladimír Růžička                                                 |
| 2016/2017 | 7. místo      | 4. místo - Piráti Chomutov                              | Vladimír Růžička                                                 |
| 2017/2018 | 11. místo     | 12. místo - Piráti Chomutov                             | Vladimír Růžička                                                 |
| 2018/2019 | 13. místo     | 13. místo - Piráti Chomutov                             | Vladimír Růžička                                                 |
| 2019/2020 | 8. místo      | zrušeno kvůli pandemii covidu-19 - Mountfield HK        | Vladimír Růžička                                                 |
| 2020/2021 | 6. místo      | 5. místo - Mountfield HK                                | Vladimír Růžička                                                 |
| 2021/2022 | —             | odstoupili ze soutěže - SK Kadaň                        | Vladimír Růžička (do srpna 2021)                                 |
| 2021/2022 | 13. místo     | 13. místo - HC Verva Litvínov                           | Vladimír Růžička                                                 |
| 2022/2023 |               | HC Verva Litvínov                                       | Vladimír Růžička (do října 2022)                                 |
| 2022/2023 |               | HC Verva Litvínov - dorost                              | Vladimír Růžička                                                 |
| 2023/2024 |               | HC Slovan Ústí nad Labem - 2. liga                      | Vladimír Růžička (do září 2023)                                  |
| 2023/2024 |               | HC Slovan Bratislava - slovenská extraliga              | Vladimír Růžička (do prosince 2023)                              |
| 2024/2025 |               | Mostečtí lvi - 2. liga                                  | Vladimír Růžička (do listopadu 2024)                             |

### Obvinění ze zpronevěry
Při vyšetřování údajné úplatkářské aféry z let 2012 a 2013, kdy měl Růžičkovi, v té době hlavnímu trenérovi Slavie, předat podnikatel Miroslav Palaščák půl milionu korun, aby se jeho syn stal součástí prvního týmu, byl v roce 2016 Růžička obžalován z dvojnásobné zpronevěry. V září 2016 byl uznán vinným ze zpronevěry 500 tisíc Kč a následně nepravomocně odsouzen k peněžitému trestu ve výši 400 tisíc Kč; v případě neuhrazení měl nastoupit na 16 měsíců vězení. Růžička se proti rozsudku odvolal, ale pražský městský soud v lednu 2017 rozsudek pravomocně potvrdil a odvolání zamítl.

## Souhrnné statistiky

### Hráč
Extraliga: 17 sezon, 680 utkání (431 branek + 433 asistencí = 864 bodů)
NHL: 5 sezon, 233 utkání (82 branek + 85 asistencí = 167 bodů)
Reprezentace: 200 utkání (112 branek)
Mistrovství světa:
- 1983 Düsseldorf – stříbro
- 1985 Praha – mistr světa
- 1986 Moskva – 5. místo
- 1987 Vídeň – bronz
- 1989 Stockholm – bronz

ZOH:
- 1984 Sarajevo – stříbro
- 1988 Calgary – 5. místo
- 1998 Nagano – zlato

Individuální trofeje:
- 2× Zlatá hokejka (1986, 1988)
- 3× Nejproduktivnější hráč československé hokejové ligy (1983/84, 1985/86, 1988/89)
- 1× Nejproduktivnější hráč Tipsport ELH (1995/96)
- 5× Nejlepší střelec československé hokejové ligy (1983/84, 1984/85, 1985/86, 1987/88, 1988/89)
- 1× Nejlepší nahrávači extraligy ledního hokeje (1995/96)

### Trenér
Slavia Praha
- Mistr extraligy 2003 a 2008
- Vicemistr extraligy 2004, 2006 a 2009
- 4× za sebou postup do semifinále

Reprezentace
- ZOH 2002: asistent trenéra
- květen 2002 – květen 2004: asistent trenéra
- srpen 2004 – květen 2005: hlavní trenér
- červen 2008 – květen 2010: hlavní trenér
- únor 2014 – červen 2015: hlavní trenér

Úspěchy s reprezentací
- Semifinále Světového poháru 2004
- Trenér mistrů světa 2005
- Trenér mistrů světa 2010

## Klubová statistika
| Sezóna        | Klub               | Soutěž        |     | Základní část | Základní část | Základní část | Základní část | Základní část |    | Play off | Play off | Play off | Play off | Play off |
| Sezóna        | Klub               | Soutěž        | Z   | G             | A             | B             | TM            | Z             | G  | A        | B        | TM       |          |          |
| 1979–80       | TJ CHZ Litvínov    | ČSHL          | 9   | 1             | 1             | 2             | 0             | —             | —  | —        | —        | —        |          |          |
| 1980–81       | TJ CHZ Litvínov    | ČSHL          | 41  | 12            | 13            | 25            | 10            | —             | —  | —        | —        | —        |          |          |
| 1981–82       | TJ CHZ Litvínov    | ČSHL          | 44  | 27            | 22            | 49            | 50            | —             | —  | —        | —        | —        |          |          |
| 1982–83       | TJ CHZ Litvínov    | ČSHL          | 43  | 22            | 24            | 46            | 40            | —             | —  | —        | —        | —        |          |          |
| 1983–84       | TJ CHZ Litvínov    | ČSHL          | 44  | 31            | 23            | 54            | 50            | —             | —  | —        | —        | —        |          |          |
| 1984–85       | TJ CHZ Litvínov    | ČSHL          | 41  | 38            | 22            | 60            | 29            | —             | —  | —        | —        | —        |          |          |
| 1985–86       | TJ CHZ Litvínov    | ČSHL          | 43  | 41            | 32            | 73            | —             | —             | —  | —        | —        | —        |          |          |
| 1986–87       | TJ CHZ Litvínov    | ČSHL          | 32  | 24            | 15            | 39            | 46            | —             | —  | —        | —        | —        |          |          |
| 1987–88       | ASVŠ Dukla Trenčín | ČSHL          | 44  | 38            | 27            | 65            | 70            | —             | —  | —        | —        | —        |          |          |
| 1988–89       | ASVŠ Dukla Trenčín | ČSHL          | 34  | 31            | 30            | 61            | 42            | 11            | 15 | 8        | 23       | —        |          |          |
| 1989–90       | TJ CHZ Litvínov    | ČSHL          | 32  | 21            | 23            | 44            | —             | —             | —  | —        | —        | —        |          |          |
| 1989–90       | Edmonton Oilers    | NHL           | 25  | 11            | 6             | 17            | 10            | —             | —  | —        | —        | —        |          |          |
| 1990–91       | Boston Bruins      | NHL           | 29  | 8             | 8             | 16            | 19            | 17            | 2  | 11       | 13       | 0        |          |          |
| 1991–92       | Boston Bruins      | NHL           | 77  | 39            | 36            | 75            | 48            | 13            | 2  | 3        | 5        | 2        |          |          |
| 1992–93       | Boston Bruins      | NHL           | 60  | 19            | 22            | 41            | 38            | —             | —  | —        | —        | —        |          |          |
| 1993–94       | Ottawa Senators    | NHL           | 42  | 5             | 13            | 18            | 14            | —             | —  | —        | —        | —        |          |          |
| 1993–94       | EV Zug             | NLA           | —   | —             | —             | —             | —             | 6             | 2  | 3        | 5        | 14       |          |          |
| 1993–94       | HC Slavia Praha    | 1.ČHL         | —   | —             | —             | —             | —             | 5             | 6  | 3        | 9        | —        |          |          |
| 1994–95       | HC Slavia Praha    | ČHL           | 41  | 27            | 24            | 51            | 38            | 3             | 2  | 0        | 2        | 2        |          |          |
| 1995–96       | HC Slavia Praha    | ČHL           | 37  | 21            | 44            | 65            | 46            | 5             | 2  | 1        | 3        | 26       |          |          |
| 1996–97       | HC Slavia Praha    | ČHL           | 44  | 22            | 31            | 53            | 78            | —             | —  | —        | —        | —        |          |          |
| 1997–98       | HC Slavia Praha    | ČHL           | 49  | 18            | 38            | 56            | 56            | 5             | 0  | 6        | 6        | 20       |          |          |
| 1998–99       | HC Slavia Praha    | ČHL           | 49  | 24            | 28            | 52            | 22            | —             | —  | —        | —        | —        |          |          |
| 1999–00       | HC Slavia Praha    | ČHL           | 21  | 5             | 8             | 13            | 16            | —             | —  | —        | —        | —        |          |          |
| Celkem v ČSHL | Celkem v ČSHL      | Celkem v ČSHL | 407 | 286           | 232           | 518           | —             | 11            | 15 | 8        | 23       | —        |          |          |
| Celkem v ČHL  | Celkem v ČHL       | Celkem v ČHL  | 241 | 117           | 173           | 290           | 256           | 13            | 4  | 7        | 11       | 48       |          |          |
| Celkem v NHL  | Celkem v NHL       | Celkem v NHL  | 233 | 82            | 85            | 167           | 129           | 30            | 4  | 14       | 18       | 2        |          |          |

## Reprezentace
| Rok                  | Tým                  | Soutěž               | Z  | G  | A  | B  | TM |
| -------------------- | -------------------- | -------------------- | -- | -- | -- | -- | -- |
| 1979                 | Československo 18    | ME 18                | 3  | 1  | 2  | 3  | 2  |
| 1981                 | Československo 20    | MS 20                | 5  | 5  | 0  | 5  | 2  |
| 1981                 | Československo 18    | ME 18                | 5  | 8  | 8  | 16 | 18 |
| 1982                 | Československo 20    | MS 20                | 7  | 8  | 1  | 9  | 6  |
| 1983                 | Československo 20    | MS 20                | 7  | 12 | 8  | 20 | 6  |
| 1983                 | Československo       | MS                   | 10 | 3  | 1  | 4  | 4  |
| 1984                 | Československo       | OH                   | 7  | 4  | 6  | 10 | 0  |
| 1984                 | Československo       | KP                   | 5  | 0  | 0  | 0  | 2  |
| 1985                 | Československo       | MS                   | 10 | 8  | 3  | 11 | 0  |
| 1986                 | Československo       | MS                   | 10 | 4  | 11 | 15 | 6  |
| 1987                 | Československo       | MS                   | 10 | 3  | 3  | 6  | 10 |
| 1987                 | Československo       | KP                   | 6  | 2  | 0  | 2  | 0  |
| 1988                 | Československo       | OH                   | 8  | 4  | 3  | 7  | 12 |
| 1989                 | Československo       | MS                   | 10 | 7  | 7  | 14 | 2  |
| 1998                 | Česko                | OH                   | 6  | 3  | 0  | 3  | 0  |
| Mistrovství světa 5x | Mistrovství světa 5x | Mistrovství světa 5x | 50 | 25 | 25 | 50 | 22 |
| Olympijské hry 3x    | Olympijské hry 3x    | Olympijské hry 3x    | 21 | 11 | 9  | 20 | 12 |
| Kanadský pohár 2x    | Kanadský pohár 2x    | Kanadský pohár 2x    | 11 | 2  | 0  | 2  | 2  |

Celková bilance 200 utkání/112 branek

## Politická kariéra
Ve volbách do Evropského parlamentu v červnu 2024 kandidoval jako nestraník za hnutí SV PRO ZS na posledním, 28. místě kandidátky koalice „PRO – Jindřicha Rajchla“ (tj. PRO 2022 a SV PRO ZS). Strana však získala pouze 2,15 % hlasů, takže neuspěl.